# Steve Rushton
Steven John Rushton bardziej znany jako Steve Rushton lub też Rushtonaiter (ur. 30 października 1987 w Chertsey) – wokalista oraz basista w brytyjskim poppunkowym zespole Son of Dork.

## Życiorys
Steve pochodzi z Chertsey w okręgu Surrey. Ma starszą siostrę Toni, a także trójkę rodziców – matkę Sue, ojczyma Paula oraz ojca Willa.
Rushton zaczynał swoją karierę z gitarą już w wieku 7 lat. Pasją tą zaraził go jego ojczym. Jako młody chłopak grał już w kilku nieznanych zespołach muzycznych. Obecnie Steven potrafi grać na gitarze basowej, pianinie oraz na perkusji. W wieku 12 lat zaliczył on swój pierwszy oficjalny występ. Wziął udział w konkursie Eurowizji dla dzieci.